# Irene Kantakouzene
Irene Kantakouzene (1400 – 3. května 1457), známá jako Despota Jerina (srbsky:деспотица Јерина/despotica Jerina), byla manželka srbského despoty Đurađa Brankoviće. Podle srbských legend stojí Irene za stavbou spousty pevností v Srbsku.

## Život
I když smederovská tvrz byla práce jejího manžela (dostavěna roku 1430), Irene hrála velkou roli při konstrukci. Jedna z věží se jmenuje Jerinina kula (Irenina věž) a měla znázorňovat její těžké soužití s poddaným v této zemi, kteří o ní mluvili zle a neměli ji rádi. Pevnost bránila Srby před Osmany až do roku 1459, kdy Đurađ a Irene zemřeli.
Nicols popisuje okolnosti kolem Ireniny smrti melancholicky. Podle historika Kritobuluse se po její smrti stal srbským despotou jejich nejmladší syn Lazar, ale byl stále pod nadvládou Đurađa. Nicméně Lazar si svou autoritu zasloužil zlým způsobem; utekl na dvůr sultána Mehmeda II. společně se svou nevlastní dcerou Marou a jejich synem Gregorym. Lazar ovládl Irene, zatímco Mara a Gregory utekli. Irene brzy onemocněla a zemřela v noci 3. května 1457 v Rudniku, kde byla také pohřbena. Theodore Spandounes, historik ze 16. století tvrdí, že ji Lazar otrávil.

## Rodina
Irene byla jednou ze sester George Palaiologose Kantakouzena, jak uvádí Spandounes a jiné zdroje. Genealog Donald Nicol uvádí, že měla ještě další čtyři sourozence; Andronikose, Thomase, Helenu a ještě jednu sestru, které se provdala za krále Gruzie. I když jsou spekulace o tom, že jejím otcem by mohl být Demetrios I. Kantakouzenos, Nicols uvádí, že její děda byl Matyáš Kantakouzenos a jejich pradědeček císař Jan VI.
Irene se provdala z Đurađa Brankoviće v prosinci 1414. Do Srbska přišla z Thessaloniky. Její manžel se stal despotou až v roce 1427, což bylo 13 let po jejich sňatku. Přesně se neví, kolik z jeho pěti dětí měl s Irene, kromě dcery Kateřiny, která nosila jméno po matce, zatímco Mara mohla být dcerou jeho dřívějších manželek. Podle zdrojů a genealogických testů byl Gregory nejspíš také jejím synem.

## Legendy
Protože byla Řekyně a společně se svými bratry velmi vlivná osoba, lidé ji neměli rádi a říkali o ní, jaký má zlý a ďábelský charakter. Snažili se zmařit stavbu pevnosti ve Smederevu. V lidové slovesnosti je často zmiňována jako Prokleta Jerina (prokletá Irena).
Pevnost Maglić nedaleko Kraljeva v Srbsku je známá také jako pevnost zatracené Ireny. Byla vybudována ve 13. století. Zatracená Irena, která měla ve zvyku do této pevnosti zazdívat své milence ji údajně nechala vybudovat, jak legendy říkají.
Pevnost Užice oplývá podobnými legendami. Podle legend byla popisována jako krutá královna, která z nejvyšší věže shazovala děti do temné řeky Đetinja, podle nichž je řeka pojmenována.
Vuk Stefanović Karadžić wrote several Serbian folk songs where she is mentioned: "Đurđeva Jerina", "Dva Despotovića", "Ženidba Đurđa Smederevca", "Kad je Janko vojvoda udarao Đurđa despota buzdohanom", "Oblak Radosav" and "Starina Novak i knez Bogosav".
Vuk Stefanović Karadžić napsal několik srbských folkových písní, které s ní souvisí – Durdeva Jerin, Dva Despotovića, Ženidba Durda Smederevce, Kad je Janko vojvoda udarao Durda deposta buzdohanom, Oblak Radosav a Starina Novak i knez Bogosav.
O tom, jak se z Irene stala Jerina, jsou tři spekulace:
- Řecké jméno Irina je v srbské obdobě Jerina.
- Jméno Jerina se dá přeložit jako ničitelka starého města
- V řečtině znamená slovo Irina mír, zatímco v srbštině má negativní význam. Slovem Jerina byly přezdívány ženy, které rodily pouze ženské potomky. Pokud do rodiny neporodily muže, říkalo se jim tak až do jejich smrti.

Srbský spisovatel Vidan Nikolić napsal novelu Prokleta Jerina, která pojednávala o jejím životě. Dřívější verze novely nesly název Stín despotovi ženy.